# Bruchidius dilataticornis
Bruchidius dilataticornis is een keversoort uit de familie bladkevers (Chrysomelidae). De wetenschappelijke naam van de soort werd in 1928 gepubliceerd door Maurice Pic.